# Цар
Царство пренасочва насам.  За най-висшия ранг в (традиционната) класификация на организмите вижте царство (биология).
Вижте пояснителната страница за други значения на Цар.
Цар е монархическа титла, използвана предимно от българските, сръбските, киевските и руските монарси в периода ІX – XX век.

## Етимология и употреба
Думата „цар“ произхожда от старобългарската дума цѣсарь – славянско произношение на последното, родовото име на Гай Юлий Цезар (Gaius Iulius Caesar) – пълководец, придобил голяма слава в целия античен свят. Освен „цар“, от името на Цезар се извеждат етимологически и титлите „кайзер“ (Kaiser) – германският император (след 962 г.), и „кесар“ (καίσαρ) – титлата на „младшия“ император във Византия до началото на VII век., а през периода 629 г. – 1081 г. (вече не упражняваща никаква императорска власт) най-висша по ранг дворцова титла след тази на василевса.
Пълната титла на приемника му император Октавиан Август била „Imperator Augustus Divi Caesaris Filius, т.е. „император Август, син на божествения Цезар“. Превръщането на името „Цезар“ в титла отнема почти цял век – от смъртта на Гай Юлий Цезар през 44 г. пр. Хр. до 41 г., когато император Клавдий сяда на престола.
Цезар е най-високата титла в йерархията на средновековните владетели. Карл Велики е коронован в Рим от папа Лъв III през 800 г. като император (на немски: Kaiser) на Западната империя. По-късно от неговото име се образува титлата „крал“, разпространена в западните славянски езици.
През 705 г. Източната Римска империя дава титлата кесар (цар) на българския владетел Тервел. Той е въздигнат от император Юстиниан II Ринотмет, с което се създава прецедент. Титлата е потвърдена със сключения през 716 г. мирен договор с император Теодосий III.
През 927 г. с договор титлата цар (цезар) е призната от Източната Римска империя и на българския владетел цар Петър, син на Симеон Велики.

## България
Традиционно с титлата „цар“ („цѣсарь“) е наричан Симеон Велики, въпреки че той официално се е самопровъзгласил за „василевс на българи и гърци“. В надгробния надпис на чъргубиля Мостич от Х век, Симеон и неговият син Петър I са наречени царе и това е най-ранната документирана употреба на титлата в Европа. Оттогава всички български владетели до прекъсването на Шишмановата династия през 1413 г. носят тази титла. 
Европейските владетели признават тази титла на Константин II Асен до смъртта му през 1422 г., включително през времето на неговото изгнание. Константин II Асен е споменат с тази титла и в два поменика на българските царе - Боянския поменик и Погановския поменик.

## Киевска Рус
Титлата цар е използвана за пръв път в Киевската Рус от църковни свещенослужители при кръщаването на Ярослав Мъдри, велик принц на Киев (1019 - 1054). Това вероятно е свързано с войната му с Византия и неговите усилия да се отдалечи от влиянието на Константинопол. Следва са се има предвид, че други князе от този период на Киевската Рус не се титулавата така и няма други сведения за използването на тая титла в изворите.

Употреба на титлата „цар“ в Киевска Рус има по отношение на монголските (татарски) господари на руските княжества след монголското нашествие в Русия от 1237 – 1240 година.

## Сърбия
Сърбия е втората средновековна славянска държава, която използва титлата цар за своя монарх. Първият сръбски владетел, окичен с тази титла, е Стефан Душан, който през 1346 г. е тържествено коронован в Скопие на 16 април (Великден) за „цар и самодържец на сърби и гърци“, наподобявайки титулатурата на българските владетели.  Коронясването  е извършено от печки архиепископ Йоаникий II (българин по произход) с изричното съгласие и благоволение на българския патриарх Симеон и архиепископа на Охрид Никола. За тази цел Стефан Душан по дипломатически път постига повишаването на архиепископията и въздигането ѝ в Печка патриаршия, като става ктитор на атонските манастири и като се обявява за владетел на Света гора и на много архиепископии, подчинени на Константинополската патриаршия. За тези си деяния е анатемосан от Константинополската патриаршия.

## Московско княжество и Руска ипмерия
Първият владетел на Московското княжество, прибавил „цар“ към другите си титли е Иван III през 1478 г. Официално коронясан за цар е Иван IV Грозни на 16 януари 1547 след завладяването на Волжка България. Петър I през 1721 г. заменя титлата „цар“ с равнозначната западноевропейска титла император. Последващите руски владетели до Николай II официално се наричат „император“, но и „цар“ продължава да се използва като по-популярно название. В пълния титул на руските императори се включва, че те са Велики Князе на Москва, на Киев, на Финландия, крале на Полша, Грузия, Царе Казански (сиреч Волжка България).

## Трето българско царство
След обявяването на Независимостта на България през 1908 г. Фердинанд я приема вместо титлата княз, използвана от предшественика му Александър Батенберг. Според Търновската конституция след 1908 година титулатурата на монарха е: „(име) с Божията милост и волята на народа Цар на българите“, без да се споменава държавата. В този смисъл Н.В. Симеон ІІ все още може да бъде титулуван „Цар на българите“, така както е обявен след смъртта на Цар Борис ІІІ. През 1946 година, след обявяване на България за Народна република, тогавашните управници на България, „въодушевени“ от резултата от организирания от тях референдум, са забравили, случайно или нарочно, да детронират малолетния Цар на българите. Никъде в държавните документи от онова време, включително и в архива на Великото народно събрание, няма никакво решение или какъвто и да е документ, че Симеон ІІ е детрониран. Смятали са, че само с експулсирането му от страната решават въпроса. Именно липсата на такова решение на парламента позволява на всички държави в света да се отнасят към лицето Симеон Борисов Сакс-Кобург-Готски като към легитимния Симеон ІІ, цар на българите.

## Самозванци
Още няколко други владетели традиционно, но незаконно се наричат царе. Това са Лазар Хребелянович, Йован Ненад и Шчепан Мали, който се представял за руския цар Петър III.